# 時鐘樓
- 關於内有敲击钟的塔式建筑，請見「鐘樓 (敲擊鐘)」。
- 關於源于中国，挂有大鐘，常用于早晨报时的建筑，請見「鐘樓 (東亞)」。

時鐘樓或時鐘塔（英語：clock tower），常直接称为钟楼，是一種内部有塔钟，一面或多面的外墙上部有表盘的西方塔式建築。有的钟楼是独立建筑，有的则与其他建筑相连或建于之上，如不少钟楼是教堂或市政建築的一部分。
塔鐘是在鐘樓裡面的一個部件，它通常於整點時響出撞鐘的聲音，有時也會播放一段简单的曲调。

## 地標
很多鐘樓都是著名的地標，例如伦敦的大本钟、愛丁堡巴爾莫勒爾酒店的大钟、费城市政厅的钟楼、莫斯科克里姆林宫的斯巴斯克塔、意大利威尼斯的圣马可钟楼、瑞士伯尔尼的時鐘塔以及比利时和法国的钟楼等等。
在中國，西式鐘樓是一種現代的西洋建築，其中廣州與香港、上海等中外交流頻密的城市，鐘樓建築比較多。

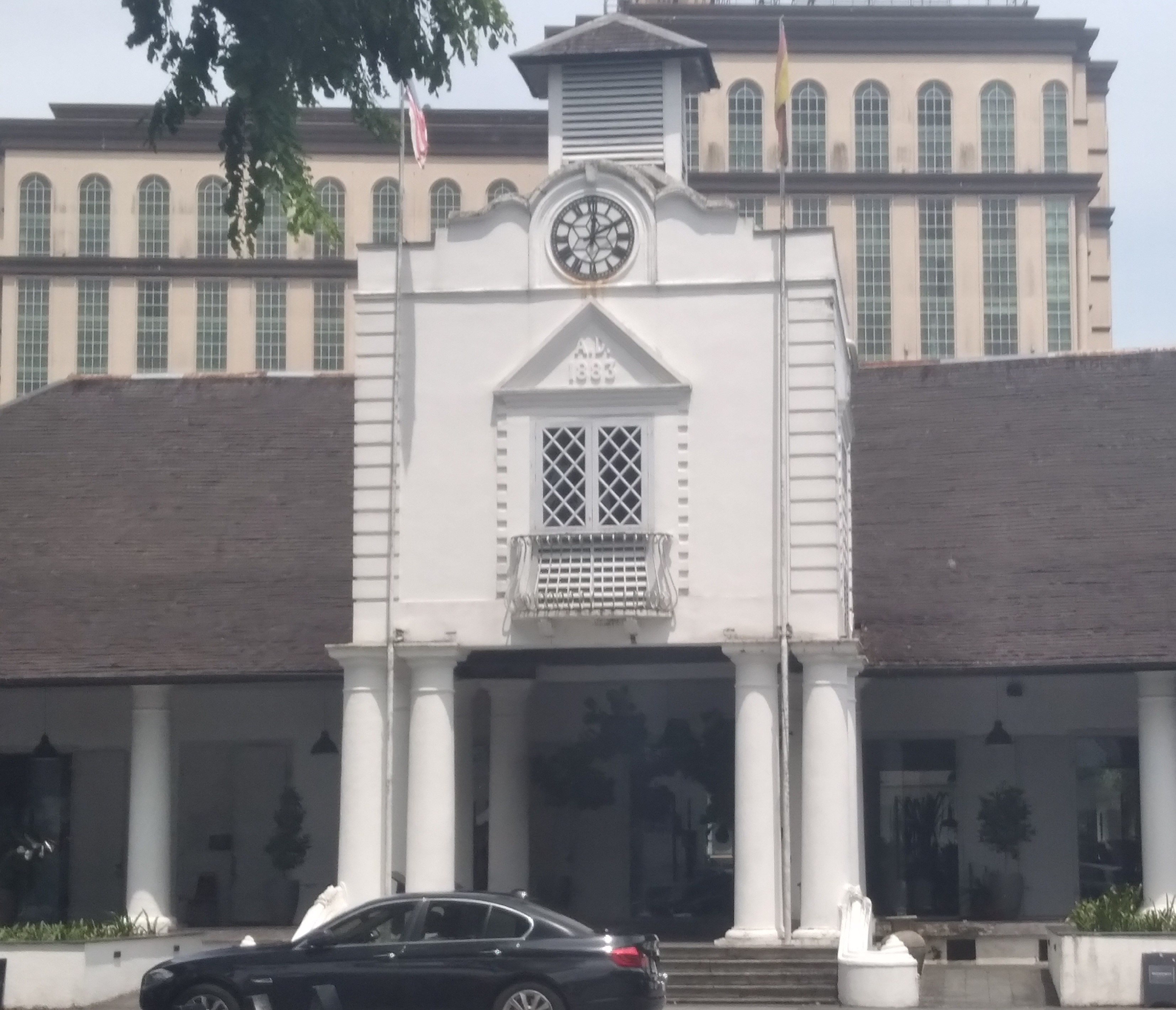
古晉舊法庭鐘樓
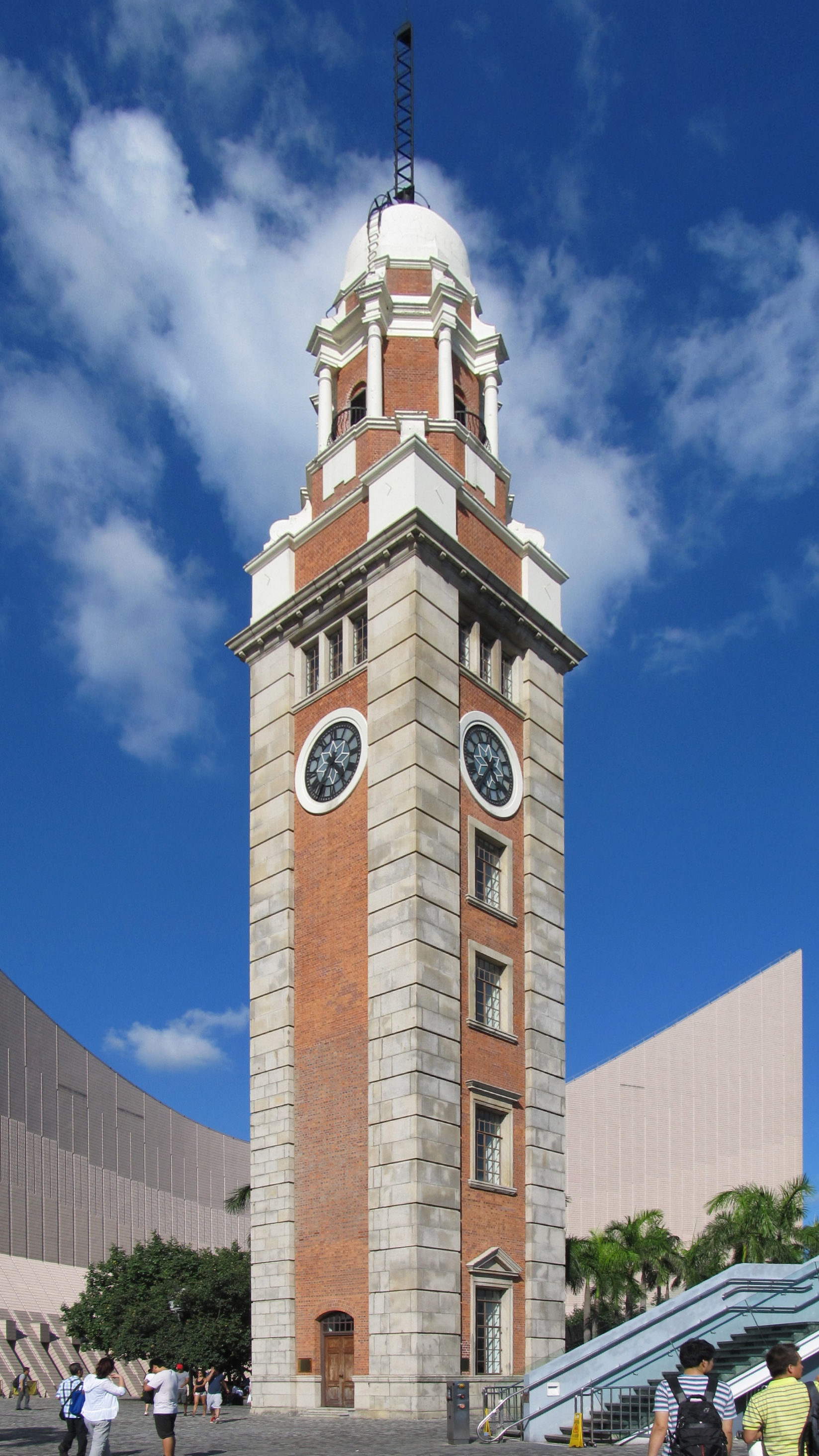
香港的尖沙咀鐘樓
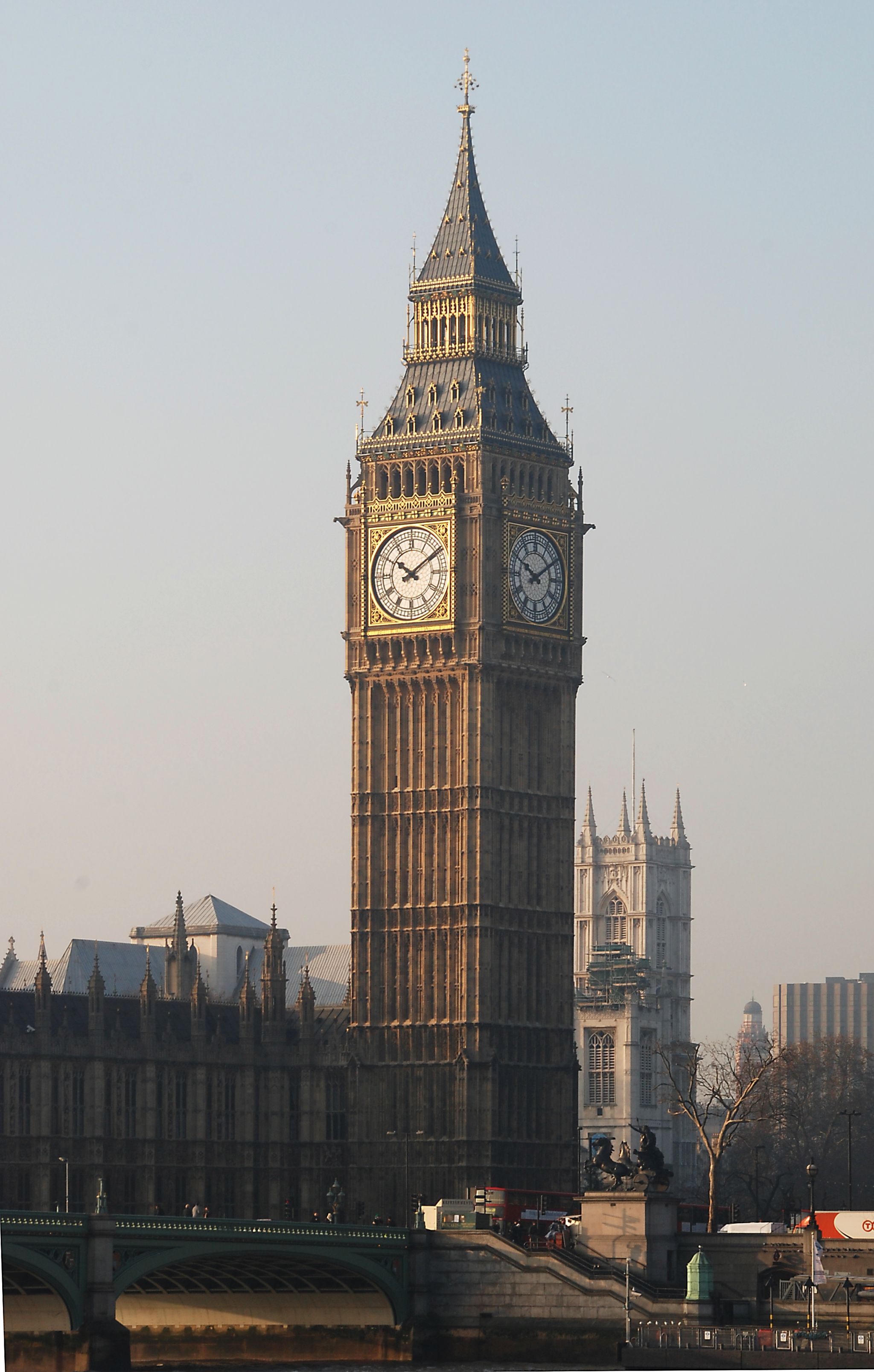
伦敦威斯敏斯特的大本钟
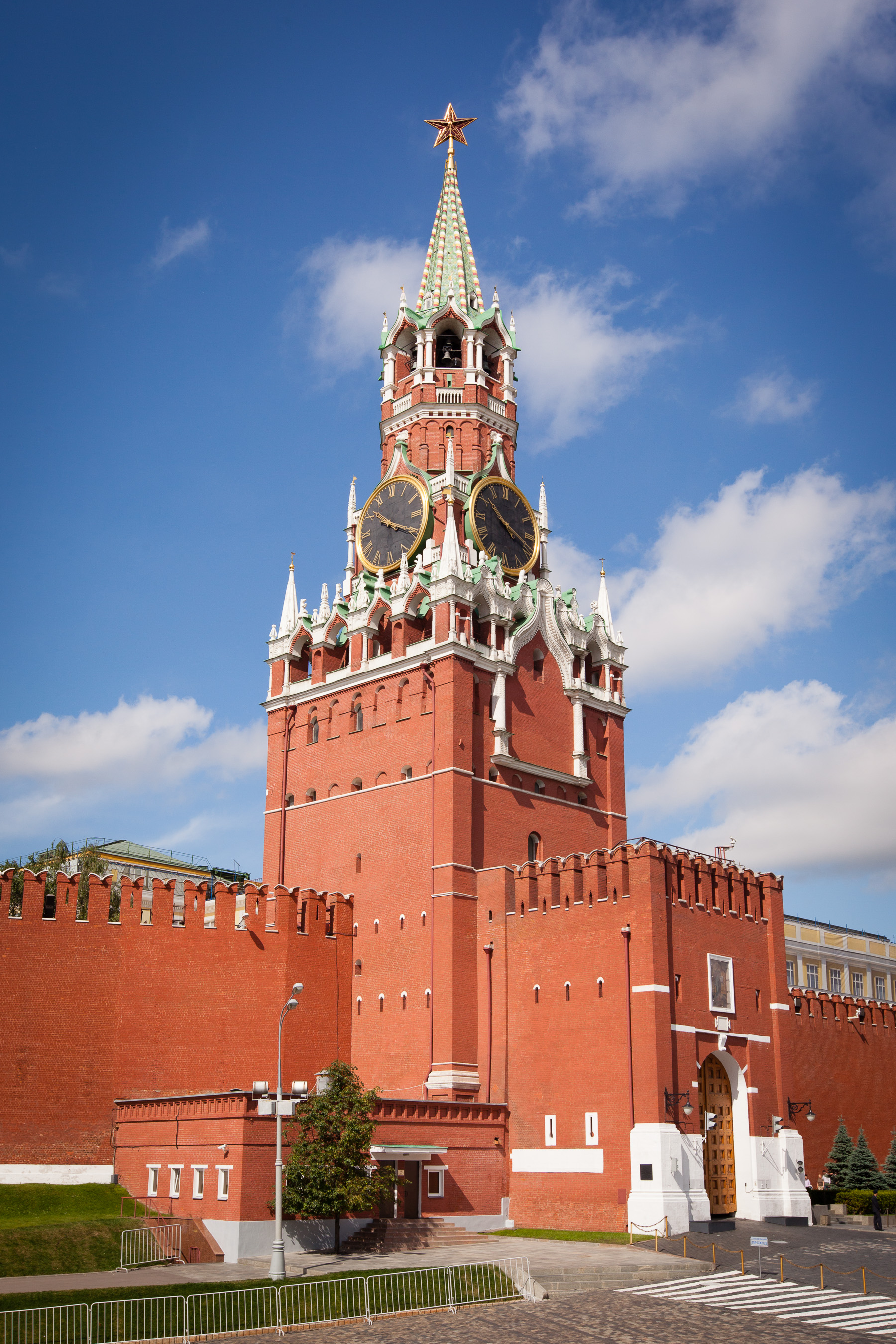
莫斯科克里姆林宫的斯巴斯克塔